# Dımışkılı, Şehitkamil
Dımışkılı là một xã thuộc huyện Şehitkamil, tỉnh Gaziantep, Thổ Nhĩ Kỳ.